# Aad de Jong
Adrianus Cornelis "Aad" de Jong (født 1. december 1921, død 29. august 2003) var en hollandsk fodboldspiller (forsvarer).
På klubplan tilbragte de Jong hele sin 18 år lange karriere, fra 1937 til 1955, hos ADO Den Haag i sin fødeby. Han vandt det hollandske mesteskab med klubben i både 1942 og 1943, ADO's eneste mesterskaber nogensinde.
De Jong spillede desuden fem kampe for Hollands landshold, som han debuterede for 12. november 1950 i en venskabskamp mod ærkerivalerne Belgien.

## Titler
Hollands mesterskab
- 1942 og 1943 med ADO Den Haag